# Cercanías de Gerona
Cercanías de Gerona (en catalán: Rodalia de Girona) es una red de ferrocarril de cercanías en la provincia de Gerona, perteneciente a la red de Rodalies de Cataluña y tiene 2 líneas, la RG1 que conecta sin necesidad de transbordo, las comarcas del Maresme, la Selva, el Gironés y Gerona con 16 trenes de lunes a viernes, y la regional/MD R11 que conecta Barcelona y Portbou/Cervera (Francia) por la Línea del interior, se utiliza como tren de cercanías cuando su servicio es de carácter regional, normalmente en el tramo San Celoni - Portbou.
La RG1 se presta como prolongación de la R1 desde Massanet de la Selva hasta Figueras o Portbou, mientras que en la R11 se mantienen todas las frecuencias actuales hasta Barcelona.

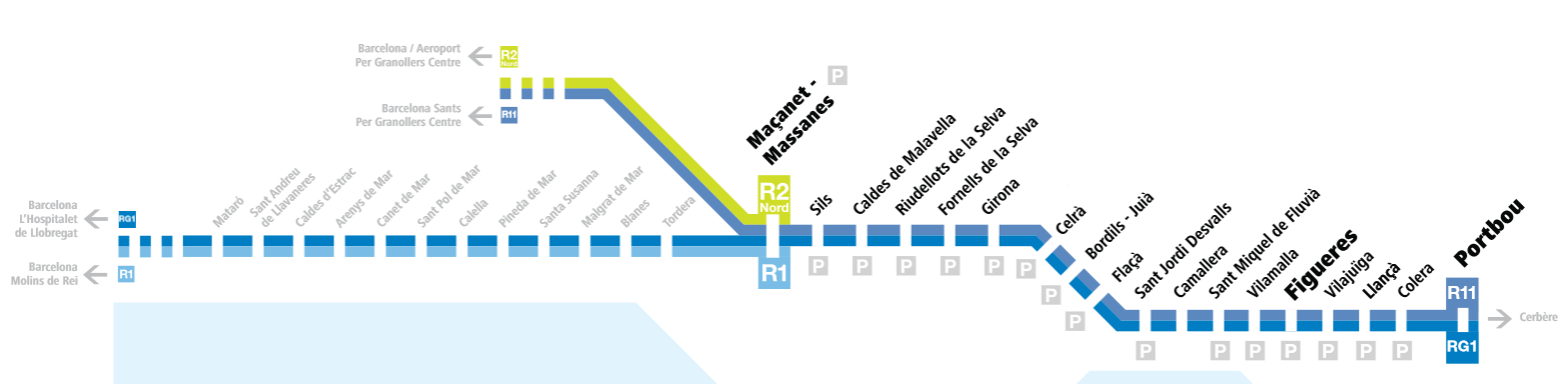
Mapa del servicio de cercanías de Gerona de Rodalies de Cataluña

## Integración tarifaria
La entrada en servicio de cercanías de Gerona no comportará inminentemente que esté dentro del sistema tarifario integrado de la  ATM Área de Gerona, sino que la integración de este está previsto que se produzca el segundo semestre del 2014, de manera que con el mismo billete de tren se podrá coger también el autobús por el mismo precio. La T-10, además, también reducirá su precio actual.